# Рінгвуд (Нью-Джерсі)
Рінгвуд (англ. Ringwood) — місто (англ. borough) в США, в окрузі Пассаїк штату Нью-Джерсі. Населення — 11 735 осіб (2020).

## Географія
Рінгвуд розташований за координатами 41°6′14″ пн. ш. 74°16′16″ зх. д. / 41.10389° пн. ш. 74.27111° зх. д. (41.103963, -74.271138).  За даними Бюро перепису населення США в 2010 році місто мало площу 72,97 км², з яких 65,30 км² — суходіл та 7,67 км² — водойми.

### Клімат
| Клімат : Рінгвуд      | Клімат : Рінгвуд | Клімат : Рінгвуд | Клімат : Рінгвуд | Клімат : Рінгвуд | Клімат : Рінгвуд | Клімат : Рінгвуд | Клімат : Рінгвуд | Клімат : Рінгвуд | Клімат : Рінгвуд | Клімат : Рінгвуд | Клімат : Рінгвуд | Клімат : Рінгвуд | Клімат : Рінгвуд |
| Показник              | Січ.             | Лют.             | Бер.             | Квіт.            | Трав.            | Черв.            | Лип.             | Серп.            | Вер.             | Жовт.            | Лист.            | Груд.            | Рік              |
| Середній максимум, °C | 2,2              | 4,4              | 8,3              | 15,6             | 21,1             | 26,1             | 28,9             | 27,8             | 23,3             | 17,2             | 11,7             | 5,6              | 16,1             |
| Середній мінімум, °C  | −7,2             | −6,1             | −1,7             | 4,4              | 9,4              | 14,4             | 17,8             | 16,7             | 12,2             | 6,1              | 1,7              | −3,3             | 5,4              |
| Норма опадів, мм      | 79               | 76               | 98               | 107              | 104              | 118              | 112              | 112              | 112              | 114              | 103              | 100              | 1235             |
| --------------------- | ---------------- | ---------------- | ---------------- | ---------------- | ---------------- | ---------------- | ---------------- | ---------------- | ---------------- | ---------------- | ---------------- | ---------------- | ---------------- |
| Джерело:              |                  |                  |                  |                  |                  |                  |                  |                  |                  |                  |                  |                  |                  |

## Демографія
Згідно з переписом 2010 року, у селищі мешкало 12 228 осіб у 4182 домогосподарствах у складі 3414 родин. Було 4331 помешкання
Расовий склад населення:
| - 92,6 % — білих - 1,7 % — азіатів - 1,4 % — чорних або афроамериканців - 1,2 % — корінних американців - 1,2 % — осіб інших рас |

До двох чи більше рас належало 1,9 %. Частка іспаномовних становила 5,8 % від усіх жителів.
За віковим діапазоном населення розподілялося таким чином: 24,7 % — особи молодші 18 років, 64,0 % — особи у віці 18—64 років, 11,3 % — особи у віці 65 років та старші. Медіана віку мешканця становила 42,1 року. На 100 осіб жіночої статі у селищі припадало 100,3 чоловіків;  на 100 жінок у віці від 18 років та старших — 97,8 чоловіків також старших 18 років.
Середній дохід на одне домашнє господарство  становив 129 426 доларів США (медіана — 108 638), а середній дохід на одну сім'ю — 137 629 доларів (медіана — 115 140). Медіана доходів становила 69 784 долари для чоловіків та 54 600 доларів для жінок. За межею бідності перебувало 3,8 % осіб, у тому числі 1,6 % дітей у віці до 18 років та 16,1 % осіб у віці 65 років та старших.
Цивільне працевлаштоване населення становило 6592 особи. Основні галузі зайнятості: освіта, охорона здоров'я та соціальна допомога — 26,3 %, науковці, спеціалісти, менеджери — 12,3 %, виробництво — 11,3 %, роздрібна торгівля — 10,5 %.